# Judo en los Juegos Asiáticos de 1990
El torneo de judo en los Juegos Asiáticos de 1990 se realizó en Pekín (China), entre el 22 de septiembre y el 7 de octubre de 1990.
En total se disputaron en este deporte dieciséis pruebas diferentes, ocho masculinas y ocho femeninas.

## Resultados

### Masculino
| Evento            | Oro                           | Plata                                  | Bronce                                                          |
| ----------------- | ----------------------------- | -------------------------------------- | --------------------------------------------------------------- |
| –60 kg            | Tadanori Koshino Japón        | Kim Dong-Min Corea del Sur             | Pak Hak-Yong Corea del Norte Dashgombyn Battulga Mongolia       |
| –65 kg            | Masahiko Okuma Japón          | Kim Jong-Soo Corea del Sur             | Gao Erwei China Huang Chien-Lung China Taipéi                   |
| –71 kg            | Chung Hoon Corea del Sur      | Li Chang-Su Corea del Norte            | Artaguin Buyanjargal Mongolia Toshihiko Koga Japón              |
| –78 kg            | Cho Kim-Byung Corea del Sur   | Li Jinshan China                       | Yoshiyuki Takanami Japón Liaw Der-Cheng China Taipéi            |
| –86 kg            | Hirotaka Okada Japón          | Kim Seung-Kyu Corea del Sur            | Pak Jong-Chul Corea del Norte Zhao Zhishan China                |
| –95 kg            | Yasuhiro Kai Japón            | Jiang Fabin China                      | Pak Ung-Goi Corea del Norte Baek Jang-Ki Corea del Sur          |
| +95 kg            | Hwang Jae-Gil Corea del Norte | Badmaanyambuuguiin Bat-Erdene Mongolia | Naoya Ogawa Japón Kim Kun-Soo Corea del Sur                     |
| Categoría abierta | Hideyuki Sekine Japón         | Kim Kun-Soo Corea del Sur              | Badmaanyambuuguiin Bat-Erdene Mongolia Yen Kuo-Che China Taipéi |

### Femenino
| Evento            | Oro                  | Plata                       | Bronce                                                  |
| ----------------- | -------------------- | --------------------------- | ------------------------------------------------------- |
| –48 kg            | Fumiko Esaki Japón   | Li Aiyue China              | Huang Yu-Shin China Taipéi Ok Kyoung-Sook Corea del Sur |
| –52 kg            | Mutsumi Ueda Japón   | Chang Fengxia China         | Yu Wai Seung Hong Kong Park Mi-Hee Corea del Sur        |
| –56 kg            | Li Zhongyun China    | Tsay Shwu-Huey China Taipéi | Cho Min-Sun Corea del Sur Prateep Pinitwong Tailandia   |
| –61 kg            | Jin Xianglan China   | Takako Kobayashi Japón      | Kim Sung-Hye Corea del Sur Liaw Tien-Ying China Taipéi  |
| –66 kg            | Zhang Di China       | Ryoko Fujimoto Japón        | Thandar Sit Naing Birmania Park Ji-Young Corea del Sur  |
| –72 kg            | Yoko Tanabe Japón    | Wu Weifeng China            | Pujawati Utama Indonesia Kim Mi-Jung Corea del Sur      |
| +72 kg            | Ying Zhang China     | Kaori Suzuki Japón          | Moon Ji-Yoon Corea del Sur Chen Mei-Huey China Taipéi   |
| Categoría abierta | Zhuang Xiaoyan China | Moon Ji-Yoon Corea del Sur  | Yoko Tanabe Japón Chen Ling-Jen China Taipéi            |

## Medallero
| Núm. | País            | Oro | Plata | Bronce | Total |
| ---- | --------------- | --- | ----- | ------ | ----- |
| 1    | Japón           | 8   | 3     | 4      | 15    |
| 2    | China           | 5   | 5     | 2      | 12    |
| 3    | Corea del Sur   | 2   | 5     | 9      | 16    |
| 4    | Corea del Norte | 1   | 1     | 3      | 5     |
| 5    | China Taipéi    | 0   | 1     | 7      | 8     |
| 6    | Mongolia        | 0   | 1     | 3      | 4     |
| 7    | Birmania        | 0   | 0     | 1      | 1     |
| 7    | Hong Kong       | 0   | 0     | 1      | 1     |
| 7    | Indonesia       | 0   | 0     | 1      | 1     |
| 7    | Tailandia       | 0   | 0     | 1      | 1     |
|      | TOTAL           | 16  | 16    | 32     | 64    |